# Conus bulbus
Conus bulbus é uma espécie de gastrópode do gênero Conus, pertencente a família Conidae.

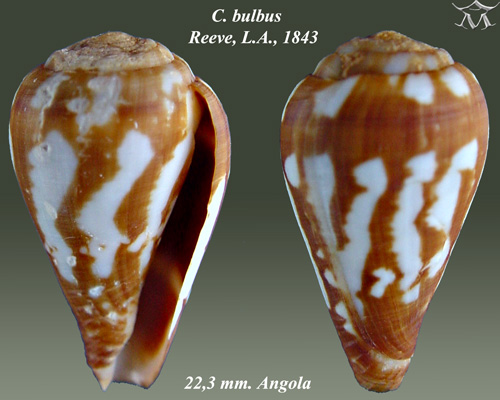
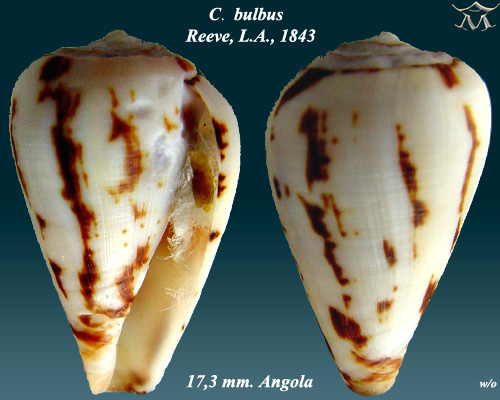